# 拉姆西 (加利福尼亞州門多西諾縣)
拉姆西（英語：Ramsey）是位於美國加利福尼亞州門多西諾縣的一個非建制地區。該地的面積和人口皆未知。

## 地理
拉姆西的座標為39°58′21″N 123°26′50″W / 39.97250°N 123.44722°W，而該地的平均海拔高度為209米（即686英尺）。